# Lysimachia medogensis
Lysimachia medogensis är en viveväxtart som beskrevs av Feng Hwai Chen och C.M. Hu. Lysimachia medogensis ingår i släktet lysingar, och familjen viveväxter. Inga underarter finns listade i Catalogue of Life.